# Вайнштейн, Самуил Осипович
Самуил Осипович Вайнштейн (31 января [12 февраля] 1894, Житомир — январь 1942, Ленинград) — советский, ранее российский, шахматист, один из первых деятелей российского шахматного движения.

## Биография
Самуил Осипович Вайнштейн родился в Житомире 31 января (12 февраля) 1894 года в семье практикующего врача. Его отец, доктор медицины Осип Яковлевич (Иосиф Янкелевич) Вайнштейн (1855—1936), был специалистом широкого профиля (ЛОР, внутренние болезни, урология). Доктор и его супруга Эсфирь Самуиловна (Шмулевна) Вайнштейн (1862—1939) вырастили пятерых детей. У Самуила Вайнштейна было две сестры: Надежда и Раиса, и два брата: Александр и Фридрих.
Семья переехала в Санкт-Петербург, и в 1902 году Самуил Вайнштейн поступил на подготовительное отделение Петришуле. В 1912 году он закончил полный гимназический курс Петришуле, получив первые уроки шахматной игры под руководством учителя математики Ивана Мартыновича Зейбота.
Ещё учась в гимназии, С. Вайнштейн посещал Санкт-Петербургское шахматное собрание на Невском пр., 55. Его имя впервые появляется в газетной шахматной хронике в 1910-е годы. В 1912 году он поступил на первый курс экономического отделения Санкт-Петербургского Политехнического института имп. Петра Великого. В институте уже был шахматный кружок, достаточно известный в городе. Среди тех, кто его посещал, были Ивана Петрович Голубев (1891—1942) и Петр Арсеньевич Романовской (1892—1964), будущие ближайшие сподвижники С. О. Вайнштейна.
Весной 1914 года российскими любителями шахмат было получено разрешение в Министерстве внутренних дел создать «Всероссийское шахматное общество». Учредительный съезд и выборы руководства состоялись 23 апреля в помещении Санкт-Петербургского шахматного собрания, которое с осени 1913 года располагалось на Литейном пр., 10.
В 1914 года секретарем общества стал С. О. Вайнштейн. В 1924 году он стал уже председателем Всероссийского шахматного союза.
В 1914 г. участвовал в одном из побочных турниров XIX Конгресса Германского шахматного союза. Вместе с другими российскими шахматистами был интернирован. В 1914 - 1916 гг. играл в турнирах русских военнопленных в Триберге.
Участник ряда чемпионатов Петрограда (1920—1925). Организатор матча по телеграфу Ленинград — Европа. Руководитель шахматного кружка ленинградского Дворца пионеров (в 1930-х годах). Шахматный литератор. Один из основателей «Листка шахматного кружка Петрогубкоммуны» (1921), журнала «Шахматный листок» (1922); заведовал издательством «Шахматный листок» (с 1926). Переводчик книг А. Алехина, Эм. Ласкера, З. Тарраша, Р. Шпильмана, М. Эйве и других на русский язык.
Среди его учеников были гроссмейстеры: Лариса Вольперт, Ольга Игнатьева, Марк Тайманов;
мастера спорта — финалисты всесоюзных первенств: Лев Аронсон, Василий Бывшев, Ефим Столяр, Александр Черепков; призёры ленинградских чемпионатов: Кирилл Виноградов, Наталья Карцева, Елена Михайлова, Тамара Михайлова.
С. О. Вайнштейн умер во время Великой Отечественной войны в блокадном Ленинграде в январе 1942 года.

## Спортивные достижения
| Год  | Город     | Турнир                                                            | + | − | = | Результат | Место |
| ---- | --------- | ----------------------------------------------------------------- | - | - | - | --------- | ----- |
| 1920 | Петроград | 1-й чемпионат Петрограда                                          | 2 | 3 | 6 | 5 из 11   | 7—8   |
| 1922 | Петроград | 2-й чемпионат Петрограда                                          | 3 | 7 | 1 | 3½ из 11  | 10    |
|      | Петроград | Матч Петроград — Москва (11-я доска, против Н. Панченко)          | 1 | 1 | 0 | 1 из 2    |       |
| 1925 | Ленинград | 4-й чемпионат Ленинграда                                          | 2 | 7 | 2 | 3 из 11   | 10    |
| 1926 | Москва    | Матч Москва — Ленинград (16-я доска, против Г. М. Гейлера)        | 2 | 0 | 0 | 2 из 2    |       |
|      | Москва    | Матч Москва — Ленинград профсоюза совторгслужащих (против Гродко) | 1 |   |   |           |       |
|      | Стокгольм | Матч Стокгольм — Ленинград (7-я доска, против Арфедссона)         | 1 | 0 | 1 | 1½ из 2   |       |